# Francisco Duarte Filho
Francisco Duarte Ferreira Filho (Mossoró, 25 de dezembro de 1905 – Brasília, 21 de dezembro de 1973) foi um agropecuarista, médico e político brasileiro que foi senador pelo Rio Grande do Norte.

## Formação acadêmica
Filho de Francisco Duarte Ferreira e Maria Vicência Duarte, formou-se pela Faculdade de Medicina do Rio de Janeiro então Distrito Federal com especialização em Urologia e Cirurgia Geral. Após sua graduação trabalhou para a Rede Ferroviária do Nordeste e a Polícia Militar do Rio Grande do Norte, prestando serviços ao Instituto de Aposentadoria e Pensões dos Empregados em Transportes e Cargas (IAPETEC), ao Instituto de Aposentadoria e Pensões dos Comerciários (IAPC) e ao Instituto de Aposentadoria e Pensões dos Industriários (IAPI). Presidiu a nível nacional o INPS.
Em 1933 disputou uma vaga na Assembléia Nacional Constituinte que elaborou a Constituição brasileira de 1934 mas não obteve êxito. À época estava filiado ao Partido Popular do Rio Grande do Norte, extinto quando Getúlio Vargas instituiu o Estado Novo em 10 de novembro de 1937. foi prefeito de Mosdoró em 1935. Retornou à política em 1945 quando foi eleito suplente de deputado federal pela UDN chegando a participar da elaboração da Constituição brasileira de 1946. Embora tenha ingressado no PDC só veio a disputar uma nova eleição em 1966 quando foi eleito senador pela ARENA, falecendo no exercício do mandato. No ano de 1973.